# Bikrampur
Bikrampur (bengali বিক্রমপুর Bikrômpur) és una vila de Bangladesh, al districte de Munshiganj, famosa per haver estat la seu del govern dels rages hindús del nord de Bengala (regió) des del regnat de Vikramaditya fins a l'arribada dels musulmans. Està situada a 23° 33′ N, 90° 33′ E / 23.550°N,90.550°E.
Les restes de l'antiga ciutat formen un munt de runes amb una superfície d'uns 300 metres quadrats. Se la suposa la residència o palau de Raja Ballal Sen. Restes d'edificis s'han trobat a tota la zona; l'excavació més important és la de l'Agnikunda, on segons la tradició el darrer rei de Bikrampur i la seva família es van cremar vius en acostar-se els musulmans.
Sota els mogols fou una pargana, una de les 52 del sarkar de Sonargaon a la suba de Bengala.